# École nationale supérieure d'ingénieurs de Caen
L’école nationale supérieure d’ingénieurs de Caen (ENSICAEN) est l'une des 204 écoles d'ingénieurs françaises accréditées au 1er septembre 2020 à délivrer un diplôme d'ingénieur.
Située à Caen en Normandie, l’école a été fondée en 1976 sous le nom d’« Institut des sciences de la matière et du rayonnement ». Environ deux cents ingénieurs sont diplômés chaque année de cette école, dans les domaines de la physique Nucléaire, de l’électronique, de la chimie, des matériaux, ou de l’informatique.

## Historique

### Les anciennes écoles
Le 17 juillet 1913, la chambre de commerce et d’industrie de Caen décidait de soutenir financièrement la création d’un institut des sciences appliquées projeté par le conseil de l’Université de Caen. Cet acte d’importance permit à la Normandie de se doter d'une école publique d’ingénieur exerçant dans le cadre de la faculté des sciences.
De cet institut naît en 1914 l’Institut technique de Normandie (ITN) dont les spécialités sont l’électrotechnique et la mécanique. En 1920 du fait d’une demande forte au niveau de la chimie (demandes du bassin de Seine), un deuxième établissement est créé : l’Institut de chimie industrielle de Caen (ICC). Ce sont les premiers établissements en Normandie habilités à délivrer un diplôme d’État.
Le 7 juillet 1944, l’université de Caen est détruite par les bombes. Les deux instituts sont hébergés par l’École normale, rue Caponière, en attendant d’être accueillies en 1956 dans l’université reconstruite avenue d’Edimbourg.
L’évolution nécessaire des enseignements et des structures des écoles entraîne le moment venu le changement de leur dénomination. Pierre Le Roux, son directeur depuis 1947, œuvre pour que l'ITN soit élevé en institut d'université groupant ainsi trois écoles d'ingénieurs: électronique, électro-technique et de génie civil. L'ITN prend en 1960 le nom d’ « institut technique de l'université de Caen » (ITUC). Après la création des ENSI, l’ITUC devient l’École nationale supérieure d’électronique et d'électromécanique de Caen (ENSEEC) en 1964. De son côté, l’ICC devient École nationale supérieure de chimie de Caen (ENSCC) en 1967.
En 1969, après la loi Faure, les deux écoles deviennent des unités enseignement et de recherche (UER) de l’université.

### De nos jours
En 1976 est fondé l’institut des sciences de la matière et du rayonnement (ISMRA). Cet institut est le résultat de la fusion des deux écoles existantes et de certains laboratoires de l’université. En 1986, avec la loi Savary, l’ISMRA devient un établissement public à caractère administratif rattaché à l’université (puis associée à partir de 2015),. Dans les années qui suivirent, l’école et les laboratoires déménagent au campus 2. Enfin en 2002, l’établissement change de nom pour devenir « ENSICAEN ».
En 2009, l’INSA Rouen et l’ENSICAEN annoncent leur fusion ; celle-ci est ajournée par la suite. En 2011, l’ENSICAEN est membre fondateur de Normandie université (PRES devenu ComUE en 2014).
Au 1er mars 2017, l’école change de statut pour intégrer les « instituts et écoles ne faisant pas partie des universités » devenant ainsi un établissement public à caractère scientifique, culturel et professionnel.
Les directeurs successifs sont : 
- N. Lozac'h de 1976 à 1982 (directeur de l’ENSCC entre 1952 et 1976)[11] ;
- A. Deschanvres de 1982 à 1984[11] ;
- D. Cornet de 1984 à 1987[11] ;
- Jean Charles Vienot de 1987 à 1995[12] ;
- Roland Debrie du 1er août 1995 à 2004[13] ;
- Daniel Guerreau du 1er octobre 2004 au 30 novembre 2009[14] ;
- Dominique Goutte du 1er décembre 2009 au 30 novembre 2014[15] ;
- Jean-François Hamet du 1er décembre 2014 au 30 novembre 2024[16];
- Gilles Ban  depuis le 1er décembre 2024[17].

## Enseignement et recherche
L’ENSICAEN propose une formation d’ingénieurs classique, mais assure également la formation continue et par alternance. La recherche de l’établissement est spécialisée dans plusieurs axes : la photonique, les matériaux, l’informatique, l’instrumentation, la chimie et la physique des particules.

### Formations

Bâtiment principal de l’ENSICAEN, au campus 2 (2005).

#### Cycle ingénieur
L’ENSICAEN est accrédité à délivrer le diplôme d’ingénieurs par le ministre chargé de l’Enseignement supérieur et de la Recherche après l’avis de la Commission des titres d'ingénieur. Cinq titres sont proposés :
- génie physique et systèmes embarqués (formation initiale sous statut d'étudiant et formation continue) ;
- informatique (formation initiale sous statut d'étudiant ou d’apprentie et formation continue),
- matériaux-chimie (formation initiale sous statut d'étudiant) ;
- génie industriel (formation continue en partenariat avec l’ITII de Basse-Normandie) ;
- matériaux et mécanique (formation initiale sous statut d'apprenti).

Les enseignements ont lieu à Caen, sauf pour la spécialité matériaux et mécanique où ils ont lieu à Flers.

##### Voie classique
Les promotions des filières classiques (environ 220 élèves depuis la rentrée 2005) sont réparties en trois spécialités : matériaux et chimie, électronique et informatique. Chacune de ces spécialités offre des majeures qui permettent aux étudiants de se spécialiser dans un domaine de pointe dans des groupes réduits.
Les élèves sont en majorité admis via les concours communs polytechniques, mais peuvent aussi être admis sur titre.
En plus de la formation générale d’ingénieur et de leur spécialité, les diplômés de l’ENSICAEN bénéficient d’enseignement de langues, d’économie et de communication. Les cours sont proposés soit par des enseignants-chercheurs qui travaillent aussi dans les laboratoires de l’école, soit par des intervenants extérieurs spécialisés. Une pédagogie par projet est développée au cours des trois années. Les stages industriels ou de recherche sont obligatoires en fin de 2e et 3e années (durée totale minimale de 8 mois).
L’école fait partie de réseaux comme la Fédération Gay-Lussac, le réseau Ampère, et le réseau Pascaline qui permettent à certains élèves d’obtenir un double diplôme.
Par ailleurs les élèves qui le souhaitent peuvent bénéficier d’aménagements pour suivre, en même temps que leur 3e année, une des formations de master recherche cohabilités par l’Université de Caen et l’ENSICAEN. Ils peuvent aussi obtenir le master Administration des Entreprises délivrés par l’institut d’administration des entreprises de Caen en suivant un double cursus.
De nombreux élèves partent à l'étranger soit pour un stage, soit pour leur troisième année grâce à de nombreux accords avec des universités étrangères (Allemagne, Autriche, Belgique, Brésil, Canada, Chine, Corée, Espagne, États-Unis, Finlande, Royaume-Uni, Grèce, Irlande, Italie, Pays-Bas, Portugal, Suède). Depuis 2008, un séjour à l’étranger de deux mois est obligatoire.
Réciproquement, l’école accueille des élèves d’établissements étrangers pour un ou deux ans.
Parallèlement, l’école favorise les activités des élèves dans les clubs de l’école en accordant des points de bonification.
Le stage en première année est facultatif et se déroule pendant l’été; le stage en deuxième année est obligatoire. Il dure quatre mois pour les spécialités électronique, informatique et chimie; enfin le projet de fin d'études, à la fin de la troisième année, dure cinq mois.

##### Voie de l'apprentissage
Les élèves sont sélectionnés sur titre. Ils sont définitivement admis une fois qu’ils ont trouvé leur entreprise d’accueil. Les élèves alternent ensuite les périodes à l’école et les périodes en entreprise. La formation en matériaux et mécanique se déroule à Caen pour la première année de formation et à Caligny, au sein du Campus Industriel de Recherche et d'Innovation Appliquées aux Matériaux (CIRIAM), pour la deuxième et troisième année.

##### Voie de la formation continue
La formation continue dans la spécialité Génie industriel, en partenariat avec l’ITII se déroule en alternance.
Dans les spécialités Électronique et Informatique, la formation se déroule dans le même cadre de celui de la formation classique.

#### Mastères et formations à la recherche
L’école propose deux formations de mastère spécialisé accréditées par la conférence des grandes écoles : la première a pour thème la monétique et les transactions sécurisées et la seconde traite de l’analyse et du traitement d’images, de la vidéo et du multimédia.
Certaines spécialités du master sciences et technologies de l’université de Caen sont cohabilités avec l’ENSICAEN.
D’autre part l’ENSICAEN participe à deux écoles doctorales : 
- Structures, information, matières et matériaux (ED 181 Université de Caen, ENSICAEN) ;
- Normande de Chimie (ED 508 Université de Caen, ENSICAEN, INSA Rouen, Université de Rouen, Université du Havre).

### Recherche et relations entreprises et partenariats
Dans le contrat d’établissement de l’ENSICAEN, plusieurs unités de recherche sont accréditées :
- Centre de Recherche sur les Ions, les Matériaux et la Photonique (UMR 6252 ENSICAEN, Université de Caen, CNRS et CEA) ;
- Groupe de recherche en informatique, image, automatique et instrumentation de Caen (UMR 6072 Université de Caen, ENSICAEN, CNRS) ;
- Laboratoire Catalyse et Spectrochimie (UMR 6506 ENSICAEN, Université de Caen, CNRS) ;
- Laboratoire de Chimie Moléculaire et Thio-organique (UMR 6507 ENSICAEN, Université de Caen, CNRS) ;
- Laboratoire de Cristallographie et Science des Matériaux (UMR 6508 ENSICAEN, Université de Caen, CNRS) ;
- Laboratoire de Physique Corpusculaire (UMR 6534 ENSICAEN, Université de Caen, CNRS).

D’autre part NXP Semiconductors France, le CNRS, l’ENSICAEN et l’Université de Caen Normandie possèdent un laboratoire commun : le laboratoire de microélectronique, ENSICAEN-NXP (LaMIPS).
Le centre national de recherche technologique (CNRT) matériaux Normandie est une unité mixte de service destinée à la recherche partenariale.
La direction des relations entreprises et partenariats de l’ENSICAEN propose des contrats d’innovations aux entreprises. La coopération avec le milieu économique s’exprime par la formation continue, des accords de transfert technologiques, la participation à l’incubateur d’entreprises bas-normand et à deux pôles de compétitivité.
Les activités de ces équipes de recherche sont reconnues au niveau national et international et bénéficient d’un environnement particulièrement favorable avec la présence sur le site caennais de grands équipements tels que le grand accélérateur national d'ions lourds (GANIL) et le Centre d’imagerie et de recherches en neurosciences (CYCERON) ; les personnels de l’ENSICAEN sont toutefois minoritaires dans l’ensemble des unités hébergées par celle-ci.

## Logos

Logo avant 2008.
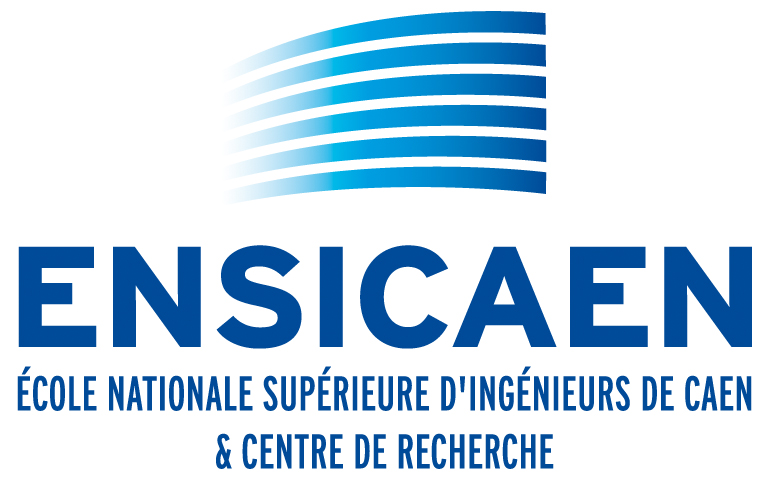
Logo de 2008 à 2015.
Logo de 2015 à 2017.
Logo depuis 2017.

## Associations

### Associations étudiantes
L’association des élèves (administrée par le BDE) organise de nombreuses activités. Comme dans chaque école, les nouveaux élèves sont accueillis pendant la période d’intégration qui se termine par le week-end d’intégration (WEI). Des soirées, repas, voyages à l'étranger ou au ski sont également proposés.
Annuellement a lieu le gala de l'école. Il a pour objectif de réunir les promotions de l’école et les membres de l’administration ainsi que les enseignants et les chercheurs.
D’autres évènements ponctuent l’année comme la participation au Tournoi Inter Ensi (tournoi sportif réunissant les Ensi et se déroulant pendant plusieurs jours) ou au Tournoi Inter-Chimie, à la Course Croisière EDHEC, au 4L Trophy ou à la Coupe de France de robotique.
Certains élèves participent au programme 100 000 étudiants pour 100 000 élèves ou font partie des associations nationales La main à la pâte (dont le but est de faire découvrir les sciences aux écoliers), Ingénieurs sans frontières (humanitaire) ou SFEN (promotion de l’énergie nucléaire). D’autres assurent l’organisation du gala ou de la course des Foulées de l’ENSICAEN. Il y a également une association du mouvement Junior-Entreprise, Aplicaen, depuis 2006.
Enfin les élèves peuvent pratiquer une multitude de sports, organisés par l’Association sportive, dont les membres du bureau (le BDS) sont les élèves eux-mêmes.
À la fin des études les élèves se quittent lors de la « soirée de désintégration ».
La mascotte de l’ENSICAEN est le Kangourou.

### Association des anciens élèves
Au total 9 000 ingénieurs ont un diplôme de l’école ou des écoles précédentes. ENSICAEN Alumni permet de tisser des liens entre les anciens élèves. Cette association est membre de Ingénieurs et scientifiques de France.
On trouve parmi les anciens élèves :
- Bernard Raveau (promotion 1962 de l'école nationale supérieure de chimie de Caen), ancien directeur du CNRT matériaux de Caen, membre de l’Académie des sciences ;
- Dominique Mouillot (promotion 1975), président d’Onet Technologies de 1996 à 2013 ;
- Henri-Alain Rault (promotion 1976), ancien président de NXP Semiconductors France ;
- Yannick Vallée (promotion 1982).

## Annexe